# Pernilla Wahlgren
Pernilla Wahlgren, all'anagrafe Pernilla Nina Elisabet Wahlgren-Bauer (Gustavsberg, 24 dicembre 1967), è una cantante e attrice svedese.

## Biografia
Figlia di Christina Schollin e Hans Wahlgren, in contemporanea alla sua attività come attrice ha avviato una carriera musicale, rendendo disponibile gli album in studio Pernilla Wahlgren e Attractive, entrambi classificatisi in top ten nella Sverigetopplistan.
Ha partecipato al Melodifestivalen, il processo di selezione eurovisiva nazionale, in quattro occasioni; conseguendo il suo miglior risultato (2ª posizione) con Let Your Spirit Fly, un duetto con Jan Johansen. Piccadilly Circus è invece divenuto il suo singolo di maggior successo in Svezia, fermandosi sul podio della hit parade.
La IFPI Sverige le ha consegnato una certificazione d'oro per il disco Pure Dynamite, per le oltre 40 000 vendite totalizzate. Ha ricoperto il ruolo di conduttrice al programma musicale Allsång på Skansen, andato in onda su SVT1 durante il 2023.

## Vita privata
Ha quattro figli, tra cui Benjamin Ingrosso e la blogger Bianca Ingrosso.

## Discografia

### Album in studio
- 1985 – Pernilla Wahlgren
- 1986 – Attractive
- 1987 – Pure Dynamite
- 1989 – Flashback
- 1992 – I Myself and Me
- 2006 – Beautiful Day
- 2012 – Holiday with You

### Raccolte
- 1995 – Flashback #04

### Singoli
- 1984 – Nu har det tänt/När du...
- 1985 – Love on You
- 1985 – Piccadilly Circus
- 1985 – Can't Live Without You
- 1985 – Svindlande affärer
- 1986 – Paradise (con Emilio Ingrosso)
- 1987 – I Need Your Love
- 1987 – Every Time When We're Together
- 1988 – Christmas Time Is Here Again (con Roger Pontare)
- 1988 – Running for Cover
- 1988 – Pure Dynamite
- 1989 – Mardröm
- 1989 – Flashback
- 1990 – Allt för mej (con Jean-Paul Wall)
- 1991 – Tvillingsjäl
- 1992 – Fallen Angel
- 1992 – C'est démon!
- 1993 – Are You Ready
- 2005 – Talking To an Angel
- 2006 – Don't Say Goodbye
- 2006 – I min värld
- 2019 – Utan dig

## Filmografia

### Cinema
- Den längsta dagen, regia di Östen Braathen (1972)
- Fanny & Alexander, regia di Ingmar Bergman (1982)
- Ormens väg på hälleberget, regia di Bo Widerberg (1986)
- Scener ur ett kändisskap, regia di Christian Eklöw e Christopher Panov

### Televisione
- Eine geschiedene Frau – serie TV, 1 episodio (1974)
- Solstollarna – serie TV, 4 episodi (1987)
- Tack för kaffet – serie TV, 1 episodio (1991)
- Snoken – serie TV, 1 episodio (1995)
- Nicke & Nilla – serie TV (2011-2004)
- Kärlek & lavemang, regia di Hans Bergström (2002)
- Panik i tomteverkstan – serie TV, 24 episodi (2019)